# Œuvre des aumôniers volontaires
 (novembre 2013).
Si vous disposez d'ouvrages ou d'articles de référence ou si vous connaissez des sites web de qualité traitant du thème abordé ici, merci de compléter l'article en donnant les références utiles à sa vérifiabilité et en les liant à la section « Notes et références ».
L’Œuvre des aumôniers volontaires est une association fondée en 1914 par Albert de Mun. Cela lui est permis par l'appui de Mgr Le Roy.

## Historique
Avant 1914, le seul statut des aumôniers militaires était le décret Millerand du 5 mai 1913 accordant quatre prêtres pour 40 000 combattants. Le statut restait précaire et les aumôniers ont été attachés aux ambulances de chaque corps d’armée situées à 20 ou 30 km du front, Albert de Mun, le grand leader politique du catholicisme, et l’Écho de Paris lançaient une campagne pour l’aumônerie volontaire. Après une démarche auprès du président du Conseil, René Viviani, le 11 août, de Mun recevait la permission d’enrôler 250 aumôniers volontaires, sans solde, mais destinés au service sur le front. Les premiers frais furent couverts par des fidèles généreux, dont les listes furent publiés par l’Écho de Paris à partir du 20 août. Mais une aide considérable fut donnée par l’État lui-même, lorsque la circulaire ministérielle du 12 novembre 1914, signée par Millerand, dote les aumôniers militaires volontaires d’une indemnité journalière de 10 F. Leur originalité consistait désormais dans le fait qu’ils jouissaient d’un statut officiel avec les avantages d’exercer auprès des soldats leur ministère avec une liberté de mouvement à peu près totale. Le pays qui a « chassé des congrégations » et qui a le plus fait pour réduire la religion catholique à une affaire privée en supprimant toutes les œuvres apostoliques, a ainsi établi la base pour l’apostolat catholique parmi les troupes.
Après le décès d'Albert de Mun, en octobre 1914, l’administration des aumôniers volontaires est dirigée par Geoffroy de Grandmaison.